# Saksoja
Saksoja är ett vattendrag i Estland. Ån ligger i Alutaguse kommun i landskapet Ida-Virumaa. Källan är sumpmarken Muraka raba och den sammanflödar med Rannapungerja jõgi strax utanför småköpingen Tudulinna. Den är 11,5 km lång.